# Diadegma meliloti
Diadegma meliloti là một loài tò vò trong họ Ichneumonidae.